# Chiesa di San Rocco (Pallare)
La chiesa di San Rocco è un luogo di culto cattolico situato nella località di San Rocco, in via Contei, nel comune di Pallare in provincia di Savona.

## Storia e descrizione
Intitolata precedentemente a san Sebastiano, fu edificata nel 1631 e aperta al culto religioso fino al XIX secolo; seguì un abbandono dell'edificio fino al restauro del 1844 che ne permise l'apertura.
Conserva una statua del santo titolare del 1871, un omonimo dipinto, e altre due tele del 1854 raffigurante Santa Liberata e San Sebastiano del 1922.